# Ambāh
Ambāh är en ort i Indien.   Den ligger i distriktet Morena och delstaten Madhya Pradesh, i den centrala delen av landet, 240 km söder om huvudstaden New Delhi. Ambāh ligger 176 meter över havet och antalet invånare är 40 523.
Terrängen runt Ambāh är mycket platt. Runt Ambāh är det tätbefolkat, med 397 invånare per kvadratkilometer. Ambāh är det största samhället i trakten. Trakten runt Ambāh består till största delen av jordbruksmark.